# Шебојган редскинси
Шебојган редскинси (или ред скинси) су били амерички професионални кошаркашки тим заснован у Шебојган, Висконсину.

## Историја франшизе
Редскинс франшиза је током свог дугогодишњег постојања била независан тим, док је касније учествовала у три различите професионалне кошаркашке лиге: Националној кошаркашкој лиги (енгл. National Basketball League, NBL),  Националној кошаркашкој асоцијацији (енгл. National Basketball Association, NBA) као и Националној професионалној кошаркашкој лиги (енгл. National Professional Basketball League), тим хронолошким редоследом.
Овај клуб је настао још 1933. године, док су га одржавали локални спонзори. 1938. године, клуб се придружују НБЛ где уједно и добијају своје име, редскинси. У НБЛ су играли од 1938. па све до 1949. године, у којима су пет година водили лигу у одбрани, пет пута су се појављивали у финалу шампионата и освојили су титулу сезоне 1942–43 победивши Форт Вејн Золинер пистонсе (данас познате као Детроит пистонсе) у финалу.
Они НБЛ напуштају 1949. године након што се та лига спаја са Кошаркашком асоцијацијом Америке (енгл. Basketball Association of America), стварајући НБА.
Редскинси су једни од седам франшиза које врло брзо напуштају НБА: Андерсон пекерси, Шебојган редскинси, као и Ватерло хокси су прешли у НПБЛ, док су Чикаго стегси, Денвер нагетси и Сент Луис бомберси потпуно прекинули постојање. Следеће сезоне, лига је имала само 11 клубова, а, током саме сезоне, Вашингтон кепитолси су такође угашени, чиме је укупан број клубова у лиги спао на само 10.
Редскинси се нису добро уклопили, због чега напуштају лигу и прикључују се НБПЛ, која није имала дуг живот. Након што НБПЛ престаје да постоји, клуб се враћа независној игри на још само једну годину, пре него што су и они, такође, нестали.

## Почетне године
Тим је основан у Шебојгану где су носили име "болхорнси", 1933. године. Своје спонзоре су мењали сваких неколико година, и клуб је своје име мењао како би ишло уз спонзора. Након успеха против ривала у региону, као и клубова који су долазили из даљих крајева, они су 1938. године позбани да се придруже новонасталој НБЛ лиги. Како сада постају професионална организација са екстензивним распоредом тренинга, било је потребно више од једног локалног спонзора који би издржавао клуб. Синдикат који се састојао од Шебојган чланова заједнице је добио власт над клубом, након чега добијају име редскинси. Након појединих проблема у развоју, они убрзо постају успешан, професионални клуб. 

### Барнсторминг корени
Пре него што су се прикључили НБЛ, Шебојган за изградио своју репутцију као барнсторминг тим, почев још од раних 1930-их. Болхорнси су се појавили 1933. године (спонзорисани од стране локалне радње намештаја). Локални кројач преузима ову позицију 1935. чиме клуб добија њихово име, Арт Имигс. 1937. године, Ензо-Пек, компанија која производи желатин, преузима клуб, који сада добија име Ензо џелс.
Браћа Џони и Џо Посвиц, Лес Куплић, Слим Лонсдорф, Карл Рот, Пит и Дуган Норис, као и Џон Цинелаис су били једни од бољих Шебојган играча током 1930-их. Џек Ман, 198 центиметара висок афроамериканац, је био на центру Арт Имигза током 1936–37 сезоне.
Током 1937–38 сезоне, Ензо џелс добијају врло добар резултат од 17 победа и само 3 пораза, поразивши Њу Јорк ренесансе, Харлем глоубтротерсе, Њујорк селтиксе, и сличне.
Клуб је био у пријатељском ривалству са Ошкош ол-старсима. Власник и председник ол-старса, Лон Дарлинг, је помогао у оснивању НБЛ 1937. године, а идуће године постаје њен председник.

### Прелазак у професионални тим
Уз Дарлингову помоћ, Ензо џелси су 11. јула 1938. године примљени у НБЛ након врло успешне године игре. Ускоро, власништво над њима добија група локалних власника бизниса, након чега бивају преименовани у редскинсе. Њихов први тренер, Едвин "Док" Шут је био локални зубар.
Након што су у првој сезони имали 11 победа и 17 пораза, Шут препушта позицију тренера. Редскинси, ипак, постају врло квалитетан клуб након што позицију тренера заузима адвокат Френк Зумач, добијајући место у НБЛ финалу 1941. године.

### Дворане франшизе
Касне 1942. године. редскинси напуштају Игл аудиторијум од 1,500 места, и премештају се у Шебојган мјунисипал аудиторијум са 3,500 места. Игл аудиторијум је део Плејдијум зграде коју ће касније, 1977. године, захватити пожар.

## Успешне средње године

### НВЛ титула
Редскинси достижу врхунац своје игре током 1942–43 сезоне под тренером Карлом Ротом, који је био играч у Шебојгану током 1930-их, док је такође играо у првом редскинс тиму 1938–39 сезоне.
Врло значајан разлог зашто Шебојган осваја титулу 1943. године је што су у сезони довели Бадија Џенета, играча који касније улази у Кућу славних, који долази из Рочестер, Њујорка, прикључујући се редскинсима током четири последње утакмице у сезони. Џенет је путовао из Рочестера до Шебојгана најчешће викендом, када је доносио 15.5 поена по мечу, што је био поприлично велики број за време када је укупан број поена тима у једном мечу најчешће био између 30 и 40 поена. 

## Последње године
Клуб је већину своје каријере имао врло добре сезоне, док након 1948–49 сезоне, њихова игра почиње да слаби након наглих промена у бизнису професионалне кошарке. Ривална БАА лига је основана неколико година раније, након чега те две постојеће лиге увиђају прилику да заједно створе једну заједничку лигу која ће бити на много већем нивоу од постојећих. Ипак, ово је представљао проблем за велики број НБЛ тимова који нису играли на истом нивоу као БАА лига, како због малог броја фанова, тако због знатно мање финансијске подршке. Ова разлика између лига је довела до одласка неколицине клубова из НБЛ, један од којих су редскинси.

### Улазак у Националну професионалну кошаркашку лигу
Након врло дебитантске сезоне у НБА, неколико бивших НБЛ клубова: редскинси, Ватерлу хокси и Андерсон пекерси, одлучују да је конкуренција много већа у НБА, након чега је напуштају. Шебојган редскинси се повлаче из НБА 24. априла 1950. године, након чега се прикључују Националној професионалној кошаркашкој лиги, као и неколицина других тимова који су били у НБА само једну сезону.
НПБЛ је била лига саграђена од бивших НБА тимова, са још неколицином других клубова са већих тржишта. Лига је била подељена у две дивизија, источну (Шебојган редскинси, Андерсон пекерси, Луисвил алимнитси и Гренд Репидс хорнетси) и западну (Денвер Рифајнерси, Сент Пол лајтси, Канзас Сити хај-спотси и Ватерлу хокси). Шебојган је на крају 1950–51 сезоне имао најбољи резултат у лиги са 29 победа и 16 пораза, али лига никада није организовала плеј-офове, угасивши се након регуларне сезоне. Оба тима на првом месту у дивизијама су добила титулу засновану на игри у својим дивизијама.
Током 13 сезона у професионално организованој кошарци, Шебојган је имао 250–238 резултат у регуларним сезонама.

### Покушаји за спасавање франшизе
На лето 1951. године, дугогодишњи председник редскинса, Магнус Бринкман, је покушавао да створу организацију под именом Западна кошаркашка асоцијација, која би се састојала од 8 тимова, а такође би покушала да доведе Ватерлу хоксе и Андерсон пекерсе, друга два тима која су са редскинсима напустила НБА. Ипак, његова идеја је била неуспешна јер је конкуренција од стране НБА постала превелика.
Редскинси, на крају, играју 1951–52 сезону као независан клуб, пре него што су званично угашени. Боби Кук, који је донео рекордна 44 поена у НБА редскинс игри против Денвер нагетса у Јануару 1950. године, је био нови тренер. Ипак, они нису привлачили велику публику упркос свом релативно квалитетном тиму и званично престају да постоје након што су изгубили своју последњу утакмицу у Шебојган мјуниципал аудиторијуму.

## Знамените личности

### Играчи
- Боб Болјард
- Боб Бренум
- Џек Бурмастер
- Пол Клојд
- Боби Кук
- Џон Гивенс
- Лутер Харис
- Боби Холм

### Тренери
- Едвин "Док" Шут, 1938–39
- Френк Зумач, 1939–42
- Карл Рот, 1942–1944
- Хенри "Дач" Денерт. 1944–46
- Докси Монро. 1946–48
- Кен Сузенс, 1948–51
- Боби Кук, 1951–52